# Ramiro Sánchez de Pamplona
Ramiro Sánchez (Monzón, m.1129/30), señor de Monzón, fue hijo de Sancho Garcés —a su vez hijo bastardo del rey García Sánchez III de Pamplona— y de Constanza, en un tiempo asociada a la antigua familia de los Marañones y en la actualidad, por algunos estudiosos, a la figura de la hija de un primer matrimonio de Estefanía, esposa en segundas nupcias del propio rey García Sánchez III de Pamplona.

## Esbozo biográfico
Cuando fue asesinado el hijo y heredero de García III, Sancho IV el de Peñalén el 4 de junio de 1076 por su propio hermano Ramón, el reino se dividió, siendo ocupado el trono de Pamplona por Sancho Ramírez, que incorporó la corona de Navarra a la de Aragón, mientras Alfonso VI de León incorporaba La Rioja a su reino. Sancho Garcés, padre de Ramiro Sánchez, que era señor de Uncastillo y Sangüesa, gravitó hacia el reino de Aragón.
Desde 1104 fue tenente de Urroz, de Monzón entre 1104 y 1116,  quizá en 1117 en Tudela y entre 1122 y 1129 en Erro.

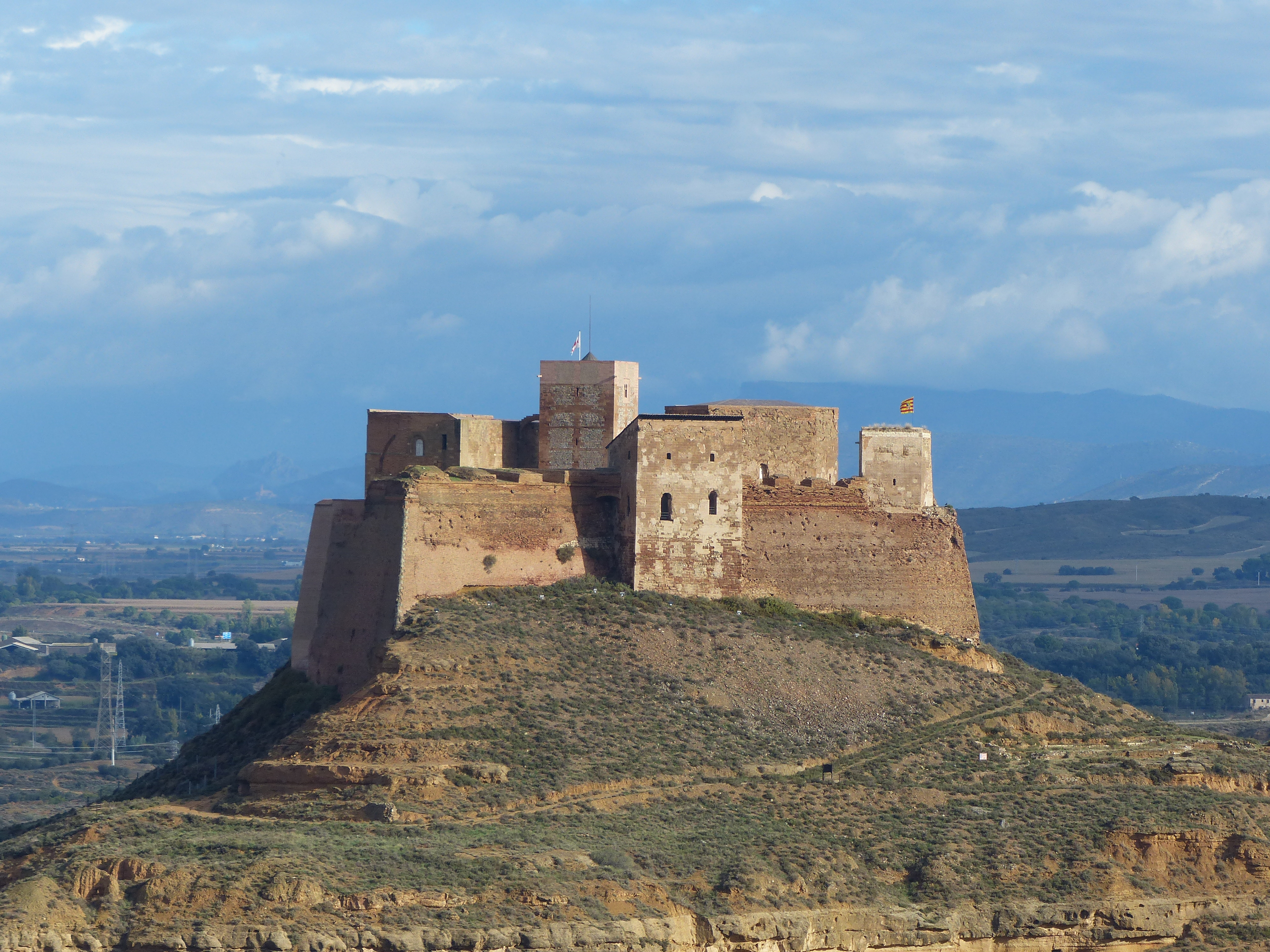
Castillo de Monzón

Aunque antiguos autores afirmaban que Ramiro estuvo en la Primera Cruzada,  dicha participación es altamente improbable. Supuestamente había partido junto con otros nobles el 15 de marzo de 1095, pero eso es imposible ya que aún no se había llamado la cruzada en el concilio de Clermont y esto no ocurrió hasta unos meses después. Por otro lado, según Antonio Ubieto Arteta, era de suponer que, de haber acudido a Tierra Santa, «habría permanecido en el ejército cristiano hasta la conquista de Jerusalén; sin embargo, lo encontramos en Valencia hacia 1098 contrayendo matrimonio con una hija del Cid y en julio 1099 acompañando el cuerpo del Cid a Cardeña».

### Linaje de la Piscina
La Divisa, Solar y Casa Real de la Piscina fue una divisa fundada, supuestamente, por disposición testamentaria de Ramiro Sánchez de Pamplona, para sus descendientes nobles. Sin embargo, la autenticidad de este testamento ha sido muy controvertida y nadie discute actualmente su falsedad en la versión que ha llegado hasta nosotros. El cronista Padre Moret, dice a este propósito: «pero dado que la institución y fundación de la Iglesia y casa de la Piscina sea cierta, y recibida por tradición constante, por el Infante don Ramiro, desheredado, en lo demás son muchas las razones que nos hacen sospechosa esta escritura (Investigaciones del Reino de Navarra, Pamplona 1776, pág. 672)».

## Matrimonio y descendencia
Contrajo matrimonio alrededor de 1098 con Cristina, hija de Rodrigo Díaz el Campeador por mediación del rey Pedro I de Aragón. De este matrimonio nacieron solamente dos hijos:
- García Ramírez el Restaurador,[6] quien recuperó el trono de Pamplona tras fallecer Alfonso I de Aragón sin descendencia.
- Elvira Ramírez (m. 1164),[7] casada con el conde Rodrigo Gómez,[8] hijo del conde Gómez González el de Candespina.[a]